# Délibáb (keresztnév)
A Délibáb magyar eredetű női név, 19. századi névalkotás a délibáb szóból. Eredetileg irodalmi alkotásokban szerepelt női névként, Tompa Mihály: Csörsz árka, Jókai Mór: Levente című műveiben és műmondákban.

## Gyakorisága
Az 1990-es években szórványos név, a 2000-es években nem szerepel a 100 leggyakoribb női név között.

## Névnapok
- augusztus 25.[2]
- december 24.[2]